# Acylcyanide

Allgemeine Struktur der Acylcyanide

Acylcyanide oder auch Carbonsäurecyanide sind organische Verbindungen, die sich von Carbonsäuren ableiten. Die Hydroxygruppe ist dabei durch eine Nitrilfunktion ausgetauscht. Sie können demnach auch als Nitrile von α-Ketocarbonsäuren aufgefasst werden oder als Pseudocarbonsäurehalogenide (vgl. Pseudohalogene), letzteres jedoch nur formal, da ihr Reaktionsverhalten nicht immer dem von Carbonsäurehalogeniden entspricht.

## Vorkommen

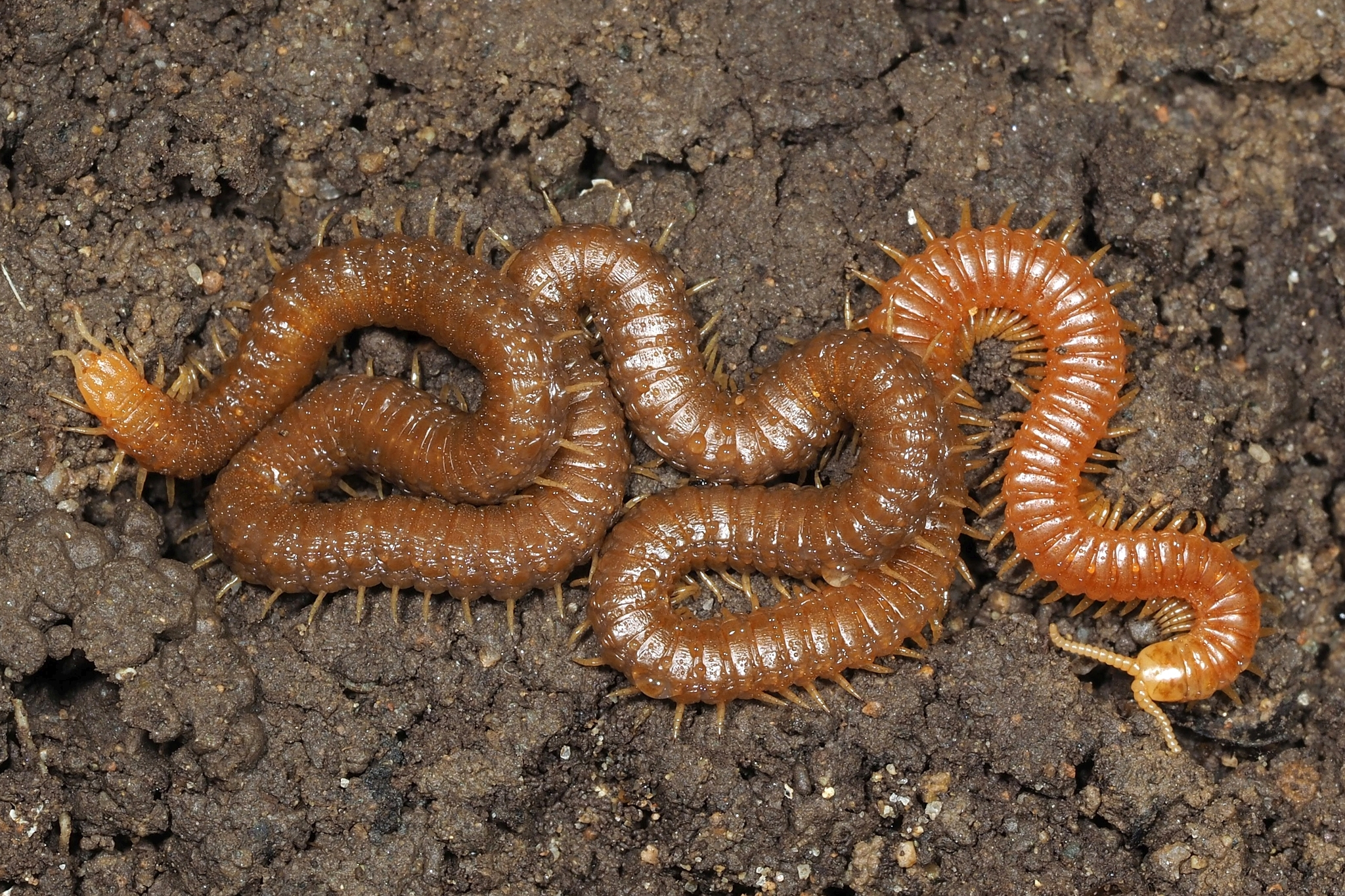
Himantarium gabrielis

Die Wehrsekrete diverser Bandfüßer der Familie Xystodesmidae enthalten Benzoylcyanid. Himantarium gabrielis aus einer anderen Familie der Bandfüßer verfügt ebenfalls über Benzoylcyanid in seinem Wehrsekret. In der Acker-Schmalwand (Arabidopsis thaliana) wurde als Sekundärmetabolit 4-Hydroxyindol-3-carbonsäurecyanid nachgewiesen, das vermutlich eine wichtige Rolle bei der Verteidigung gegen Pathogene spielt.

## Herstellung
Es sind zahlreiche Synthesen für Acylcyanide bekannt. Eine Möglichkeit besteht in der Umsetzung von Carbonsäurehalogeniden mit Metallcyaniden. Carbonsäurebromide sind dabei besser geeignet als Carbonsäurechloride, die langsam reagieren, v. a. im Fall von Alkyl- statt Arylderivaten. Alkalicyanide sind ungeeignet, da deren gute Löslichkeit zu einem erhöhten pH-Wert und dadurch zu unerwünschten Nebenreaktionen führt. Geeignete Salze sind hingegen Kupfer(I)-cyanid, Quecksilber(I)-cyanid und Silbercyanid, sowie Thalliumcyanid. Neben den Metallcyaniden kann auch Trimethylsilylcyanid eingesetzt werden, was auch eine gute Möglichkeit zur Herstellung von aliphatischen Acylcyaniden ist.
In einigen Fällen lassen sich Acylcyanide durch Umsetzung von Carbonsäureanhydriden mit Blausäure bei hohen Temperaturen (240–270 °C) gewinnen. Dies gelingt beispielsweise für Acetylcyanid, Isobutyrylcyanid und Benzoylcyanid.
Aromatische Acylcyanide können auch durch Oxidation entsprechender Cyanhydrine (z. B. Benzaldehydcyanhydrin) mit Chromsäure oder von Arylacetontrilen (z. B. α-Naphthylacetonitril) mit Selendioxid erhalten werden. Eine weitere Methode ist die elektrophile aromatische Substitution von Aromaten mit Dicyan, wobei eine der Nitrilgruppen am Ring angreift und zu einer Imingruppe wird, die sich dann zur Carbonylgruppe hydrolysieren lässt. Zudem können diese unter Palladiumkatalyse durch Cyanocarbonylierung von Aryliodiden mit Kohlenmonoxid und Kaliumcyanid gewonnen werden.

## Eigenschaften
Acylcyanide liegen üblicherweise als farblose Flüssigkeiten oder Feststoffe vor. Ihr Infrarot-Spektrum weist die typischen Banden sowohl für eine C-O-Doppelbindung als auch für eine C-N-Dreifachbindung auf.

## Reaktionen
Acylcyanide sind reaktiv und wirken als Acylierungsmittel. Sie sind hydrolyseempfindlich und zersetzen sich dabei in Blausäure und die entsprechenden Carbonsäuren. Mit Alkoholen können sie analog zu Estern umgesetzt werden, mit Ammoniak und Aminen zu Amiden. Mit starken Säuren können Acylcyanide zu α-Ketosäuren hydrolysiert werden. Acylcyanide wurden schon für diverse Naturstoffsynthesen eingesetzt.
Durch die Stephen-Reduktion mit Zinn(II)-chlorid und Chlorwasserstoff in Ether werden Aminomethylketone erhalten; das Nitril also selektiv zum Amin reduziert. Grignard-Reagenzien addieren an die Carbonylgruppe von Acylcyaniden. Unter Umständen kann das entstehende Zwischenprodukt durch Reaktion mit weiterem Carbonsäurecyanid noch am Sauerstoffatom acyliert werden. In einer Studie wurde bei der Reaktion von Benzoylcyanid ein Keton erhalten, während mit Acetylcyanid ein Cyanhydrinester erhalten wurde. Auch Enolate können an Acylcyanide addiert werden. Aromatische Acylcyanide, z. B. Benzoylcyanid, können unter Palladiumkatalyse, z. B. mit Tetrakis(triphenylphosphin)palladium(0), decarbonyliert werden, wodurch Arylnitrile erhalten werden. Bei aliphatischen Edukten kommt es stattdessen zu einer β-Eliminierung von Blausäure, sodass Alkene erhalten werden. Acylcyanide eignen sich außerdem für die Synthese verschiedener Ringsysteme und die Carbocyanierung von Alkinen.
Acylcyanide treten als Intermediate bei der Corey-Gilman-Ganem-Oxidation von α,β-ungesättigten Aldehyden zu Carbonsäuremethylestern auf. Das Edukt wird dabei mit Natriumcyanid und Mangandioxid in Methanol umgesetzt. Zunächst bildet sich ein Cyanhydrin, das durch Mangandioxid zum Acylcyanid oxidiert wird. Dieses reagiert wiederum mit dem Lösungsmittel Methanol zum Methylester. Dies ermöglicht beispielsweise die Umsetzung von Benzaldehyd zu Methylbenzoat, von Zimtaldehyd zu Methylcinnamat, von Geranial zu Methylgeranat und von Farnesal zu Methylfarnesat.